# Arthrophytum longibracteatum
Arthrophytum longibracteatum là loài thực vật có hoa thuộc họ Dền. Loài này được Korovin mô tả khoa học đầu tiên năm 1935.